# ジェレミー・クラークソン
ジェレミー・チャールズ・ロバート・クラークソン（Jeremy Charles Robert Clarkson、1960年4月11日 - ）は、イギリス、ヨークシャーのドンカスター出身のテレビ司会者、ジャーナリスト、身長約195cm（6フィート5インチ）。

## 概要
もっとも有名なのはリチャード・ハモンド、ジェームズ・メイらと共に務めていた、BBCの自動車番組『トップ・ギア』の共同司会者であり、他にも『サンデー・タイムズ』と『ザ・サン』のコラム執筆や、教養番組の司会をしている。しかしトップ・ギアについては不祥事(プロデューサーに対する暴力騒動)のため2015年3月10日付けで司会を一時降板となり、残り3回分の番組放映も中止となった。
2015年3月26日に正式降板が発表された。その後6月に放送された最終エピソードでは収録映像以外にジェレミーは登場しなかったが、ジェレミーの代わりにスタジオの片隅に象の人形が置かれていた。
2016年11月からイギリス、アメリカ、日本、ドイツ、オーストリアでAmazon.comによる新番組『The Grand Tour』が配信されている。
2018年5月にはイギリス・ITVで放送される『フー・ウォンツ・トゥ・ビー・ア・ミリオネア』の新司会者に起用され、本格的にイギリス国内での活動を再開した。

## 経歴
地元でジャーナリストとしての経歴を重ね、1988年に『トップ・ギア』のプレゼンターとして出演し、1990年代半ばから有名になり、テレビだけでなくトークショーや自動車関連本の出版なども行っている。2007年にはNational Television Awardsの「Special Recognition Award」を受賞した。

## 嗜好
『トップ・ギア』の企画内においては、どのような車を批評する場合でもまずパワーを優先し、プロデューサーから与えられるチャレンジでも馬力が高い車を選択する上に、車番組らしく大衆車の批評をしろとプロデューサーから言われてもスポーツカーの批評に終始することもある。高出力の車（特にスポーツカー）の批評では興奮すると「パワー!!!!」と叫び、パワーやスピードが足りないと「カモーン!!」と叫ぶ。さらには「Power is EVERYTHING.」（パワーは全てだ）「More is better.」（気筒数は多ければ多いほど良い）と発言している。批評コーナーでは積極的に車をドリフトさせてパワーや挙動を比較することが多く、時にはタイヤをバーストさせてしまうことさえある。
愛車遍歴はフォード・エスコートRSコスワース、ランドローバー・レンジローバー、フォード・GT、AMG CLK ブラックシリーズなど。なお、フォード・GTには散々な目に合わされた模様で、予約して2年間も待ち、スタジオにわざわざ持ち込んで購入報告をするほど楽しみにしていたのに故障が頻発し、買い直したものの後に手放してしまった。また、フォードエスコートRSコスワースに関しては「神の作った車」と発言しており、フォーカスのレビュー時など度々話題にする。
「アルファロメオを持つことは車好きになるための通過儀礼だ」というほどアルファロメオ好きであり、アルファロメオGTV6を所有している。レビューでも実用性が低く、故障が多発するような「些細な事」はどうでもいいほど素晴らしい、という風に褒めることが多い。ただしアルファロメオ・アルナについては「アルファロメオで唯一の駄作」、「アルナ以外の全てのアルファロメオを愛している」と酷評し、自動車番組『クラークソンズ・カー・イヤーズ』において、アルナを手榴弾で爆破している。
初代ボルボ・XC90のパッケージングを「最も実用的な7人乗り車」と評し、3台乗り継いだ。SUVのレビューでしばしば比較対象に挙げている。
自分の嫌いな車が出てくると、滅茶苦茶な批判を繰返すのが最大の特徴である。特にRR方式のポルシェやビートルを「ナチの作った車だから」という理由で嫌っており、ポルシェ911を愛好するリチャードと子供じみた口喧嘩を繰り広げることが多々ある。
ハイブリッドカーも嫌っており、「ハイブリッドカーのライフサイクルアセスメント」に「確かに燃費は良く二酸化炭素の排出量も少ないが、レアメタルを多く消費するうえ、製造過程で普通の車より二酸化炭素を多く排出している」という理由でかなり懐疑的かつ嫌悪感を持っており、事あるごとにプリウスを酷評する事が多い。初代プリウスは50口径の機関銃で蜂の巣にし、2代目はハイパワー車であるBMW・M3とのエコラン競争（燃費対決）で負かして酷評している（ただし、プリウスがかなり不利になるようなルールの下で行われた）。インサイトに対しても内装が安っぽいなどの理由で酷評しているが、CR-Zについては主にスタイリングの面から良く評価している。ちなみに、過去にホンダ・CR-Xを所有しており、同じくCR-Xを所有していたミュージシャンのスラッシュをゲストに迎えた際には、「すごくクールなクルマだった」というスラッシュの感想に大いに同調している。
電気自動車にも苦言を呈しており、テスラ・ロードスターに関しては「ディナーパーティーでしか役に立たない」と酷評し、日産・リーフに関しても「理論的に良くできている、静かで快適な良い車」としながらも、インフラ整備が全く追いついていないこと、バッテリーの寿命が短いうえに高価なことに苦言を呈し「充電の必要なバッテリーが未来を担うとは思えない」と評している。
本人は「『どの』車に乗る事よりも『どのような』運転をするかが（環境的には）重要だ」、つまり「エコカーよりエコドライブの方が大切」と主張しており、日産・GT-Rのような燃料消費量の多い高出力車に高評価を与えている。ただし、マツダ・ロードスターやフォード・フィエスタにスズキ・スイフトスポーツなど出力が比較的低い車に対しても高い評価を与えており、近年ではパワー以外にも乗り心地の良さを重視するなど、総合的には「運転を楽しめる車」に良い評価を与えている。
学生時代はやんちゃで通っていたようで、母親は上記National Television Awardsの関係者インタビューで、通っていた学校の教頭に呼び出され、「彼は将来すごく有名になるか、刑務所に行く事になる」と予言されたことを告白している。結局、本項目で示されるように｢世界的に有名になった｣上に｢（主に『トップ・ギア』番組内で）何度も警察のお世話になっている｣のでその予言はかなり当たっていたといえる。
『トップ・ギア』では車の修理などにハンマーを持ち出すことが多々あり「ハンマーで何でも直せると思いこんでいる」というキャラクターを演じていた。また「お調子者」というキャラクターを演じることも多く、例えばキャメロン・ディアスとトム・クルーズをゲストに迎えた際（シーズン15エピソード5）には、プリウスを愛用しているディアスに合わせて「I love the Prius!」など普段とは逆にプリウスを賞賛する発言を繰り返し、会場が苦笑いに包まれた。
クラシック・ロックを好んでおり、『トップ・ギア』の「有名人コーナー」にロック・スターが招かれた際にも音楽評論家並みのやり取りを見せる事がある。番組内でロック・カルチャーに関するネタを披露する事もあり、同じく造詣の深いジェームズ・メイ と意気投合する場面が見られる。また、ジェネシスを用いたリチャード・ハモンドへのいたずらは定番のネタとなっている。
オートバイに関しては否定的で「息子がもしバイクを買ったら燃やしてやる」と公言するほどのバイク嫌いであるが、シリーズ12のベトナムスペシャルにおいて仕方なくベスパに搭乗。時間がたつにつれ多少はオートバイに対する考えを改めた。しかし、それでも「息子がバイクを買ってきたら燃やす」と言い切っている。
トップ・ギア・マガジン2013年1月31日発売号で、"今まで運転した中で最高のクルマは「レクサス・LFA」だ" と告白した。

## その他の活動
- 1998年にBBCのテレビ番組『Jeremy Clarkson's Extreme Machines』でF-15E ストライクイーグルに搭乗した。
- 2006年7月に公開されたアニメ映画『カーズ』の英国版では、声優としてハーブ役で出演している。
- 2011年10月に発売されたビデオゲーム『Forza Motorsport 4』ではジェレミーが、2013年発売の『Forza Motorsport 5』には、ジェレミーとTop Gearの二人の司会者による音声解説が収録されている。

## 家族
- これまで2度結婚している。二人目の妻との間に3人の子供がいる。